# Clàssica de Sant Sebastià 2005
La Clàssica de Sant Sebastià 2005 és una cursa ciclista que es va disputar a Euskadi el 13 d'agost de 2005, amb un recorregut de 227 km. El vencedor final fou l'espanyol Constantino Zaballa, de l'equipSaunier Duval-Prodir, seguit pel català Joaquim Rodríguez i l'italià Eddy Mazzoleni.

## Classificació general
|    | Ciclista             | Equip                | Temps      |
| -- | -------------------- | -------------------- | ---------- |
| 1  | Constantino Zaballa  | Saunier Duval-Prodir | 5h 24' 18" |
| 2  | Joaquim Rodríguez    | Saunier Duval-Prodir | + 31"      |
| 3  | Eddy Mazzoleni       | Lampre-Caffita       | + 31"      |
| 4  | Stefano Garzelli     | Liquigas-Bianchi     | + 31"      |
| 5  | Jon Bru              | Kaiku                | + 31"      |
| 6  | David Moncoutié      | Cofidis              | + 31"      |
| 7  | Haimar Zubeldia      | Euskaltel-Euskadi    | + 31"      |
| 8  | Unai Yus             | Bouygues Télécom     | + 40"      |
| 9  | Leonardo Bertagnolli | Cofidis              | + 40"      |
| 10 | Samuel Sánchez       | Euskaltel-Euskadi    | + 43"      |